# Henry Butler (2e comte de Carrick)
Henry Thomas Butler, 2e comte de Carrick (19 mai 1746 - 20 juillet 1813), titré vicomte Ikerrin entre 1748 et 1774, est un pair et un homme politique irlandais.

## Biographie
Il est le fils de Somerset Butler (1er comte de Carrick) et de Juliana Boyle. Il occupe le poste de député de Killyleagh au Parlement d'Irlande entre 1768 et 1774. Il devient le 2e comte de Carrick le 15 avril 1774. Il meurt en 1813 à Mount Juliet, dans le comté de Kilkenny en Irlande.
Le 7 août 1774, il épouse Sarah Taylor, fille du colonel Edward Taylor et d'Anne Maunsell.
- Sarah Butler (décédée le 7 juillet 1838)
- Anne Butler (décédée le 29 mai 1831)
- Somerset Butler (3e comte de Carrick) (28 septembre 1779 - 4 février 1838)
- Henry Edward Butler (3 décembre 1780 - 7 décembre 1856)
- Juliana Butler (20 septembre 1783 - 22 juillet 1861) qui épouse son cousin Somerset Lowry-Corry (2e comte Belmore).